# Argentinische Zentralbank

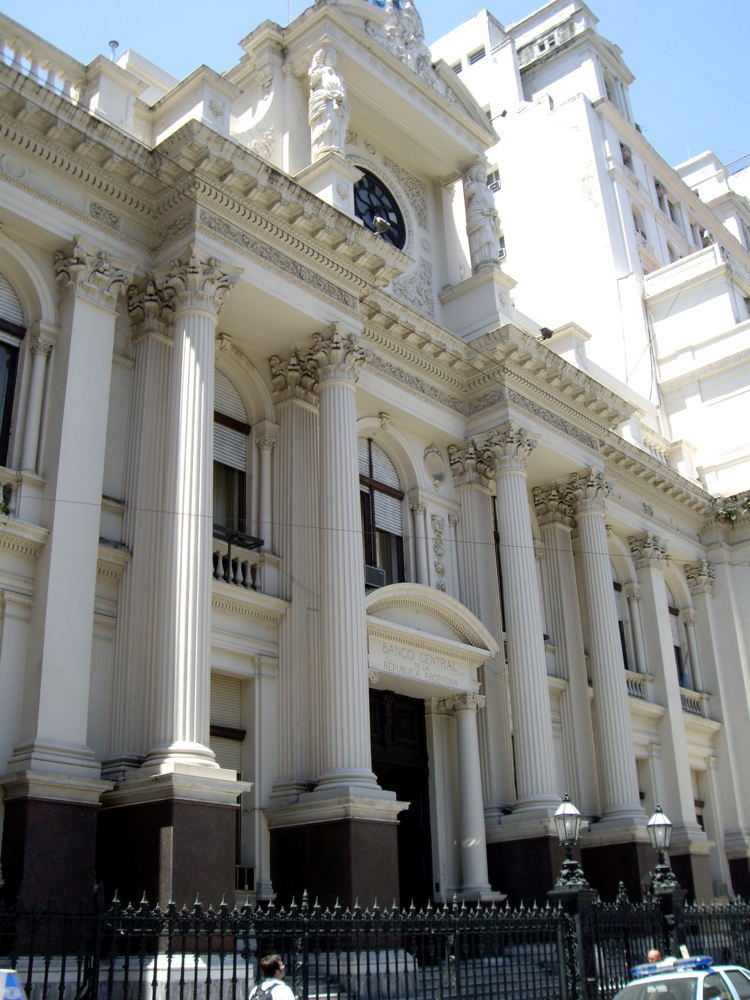
Banco Central de la República Argentina

Die Argentinische Zentralbank (span.: Banco Central de la República Argentina, BCRA) ist die Zentralbank Argentiniens. Sie hat ihren Sitz in der Hauptstadt Buenos Aires.

## Überblick
Die Argentinische Zentralbank wurde durch sechs Gesetze des Nationalkongresses am 28. Mai 1935 gegründet und ersetzte den argentinischen Currency Board, der seit 1890 bestand. Ihr erster Präsident war Ernesto Bosch, der das Amt von 1935 bis 1945 innehatte, erster Direktor (Gerente General) war Raúl Prebisch. 
Ihr Hauptsitz an der Calle San Martín 275 im Stadtteil San Nicolás wurde von den Architekten Henry Hunt und Hans Schroeder 1872 ursprünglich als Sitz der Banco Hipotecario entworfen. Das Gebäude mit Elementen der italienischen Renaissance wurde 1876 fertiggestellt. Nach dem Umzug der Banco Hipotecario zur Plaza del Congreso 1940 und der Erweiterung sowie Modernisierung des Gebäudes zog 1942 die Zentralbank hier ein.
Normalerweise dem argentinischen Wirtschaftsminister nachgeordnet, nahm die Zentralbank während der Schuldenkrise der lateinamerikanischen Länder eine zentrale Rolle ein, als sie im April 1980 den Circular 1050 in Kraft setzte. Hierdurch sollte der Finanzsektor vor den Kosten bewahrt werden, wenn Zahlungen im plötzlich abgewerteten Peso erfolgen. Er hatte jedoch den Bankrott Tausender Eigenheimbesitzer und Geschäftsleute zur Folge, durch die Bindung der Hypotheken an den Wert des US-Dollars, der im Verhältnis zum Peso auf das 15fache stieg, als Zentralbankpräsident Domingo Cavallo im Juli 1982 den Circular 1050 aufhob.
Während der Gültigkeit des Ley de Convertibilidad, mit dem die argentinische Währung an den Dollar gekoppelt wurde, war die BCRA dafür zuständig, Devisen im Verhältnis zur Geldbasis vorrätig zu halten. Seit der Außerkraftsetzung des Gesetzes im Januar 2002, der Abwertung des Pesos und des Kaufkraftverlustes, besteht die Rolle der Zentralbank hauptsächlich in der Bildung von Geldreserven, um den Wechselkurs zu kontrollieren. Die BCRA kauft Dollar auf dem Markt, um den Überschuss im Außenhandel zu kompensieren und den offiziellen Wechselkurs bei 3,80 Pesos per Dollar zu halten, da dieser als wettbewerbsgünstig für Exporte angesehen wird und nützlich für eine importsubstituierende Industrialisierung.
Gegen Ende 2005 gelobte der damalige argentinische Präsident Néstor Kirchner die argentinischen Staatsschulden beim Internationalen Währungsfonds (IWF) in einer Zahlung zurückzuzahlen. Diese Zahlung, vorgenommen am 3. Januar 2006, verringerte die Zentralbankreserven um 9,5 Milliarden Dollar, rund ein Drittel der Reserven. 
Die BCRA fuhr fort, im Devisenmarkt zu intervenieren, üblicherweise durch den Ankauf von Dollar, wodurch die Reserven im September 2006 mehr als 28 Milliarden Dollar erreichten, mehr als vor der Rückzahlung an den IWF, und am Ende des gleichen Jahres 32 Milliarden Dollar betrugen. Der Wechselkurs war relativ unterbewertet, hervorgerufen durch die Rolle der BCRA als Käufer.
Im Oktober 2006 bewertete das Magazin Global Finance den Zentralbankpräsidenten Martín Redrado mit D in seiner Bewertung von Zentralbankern. Das Magazin stellte fest, „Redrado verpasste die Gelegenheit, die Inflation zu dämpfen, als die Wirtschaft am schnellsten wuchs … mit einer Inflation, die [im Jahr 2006] voraussichtlich 12 % erreicht, verglichen mit 7,7 % 2005 und 4,4 % 2004.“ Tatsächlich erreichte die Inflationsrate 2006 9,8 %, die Bevölkerung nahm sie jedoch als höher wahr aufgrund der Zusammensetzung des Warenkorbs.
Seit 2008 hält die Zentralbank Devisenreserven zwischen 47 und 50 Milliarden Dollar.
Nachwirkungen der Finanzkrise 2008 veranlassten die Regierung von Cristina Fernández de Kirchner nach inländischen Finanzierungsmöglichkeiten für die wachsenden öffentlichen Ausgaben zu suchen wie auch für die Bedienung des Schuldendienstes. Kirchner ordnete daher die Eröffnung eines Kontos in Höhe von 6,7 Milliarden Dollar bei der Zentralbank an, das durch die Devisenreserven gespeist werden sollte, was den Widerstand von Redrado hervorrief. Am 7. Januar 2010 wurde er daher seines Amtes enthoben. Der Wirtschaftsminister Amado Boudou verkündete zunächst, Mario Blejer (der zuvor seine Zustimmung zu der Maßnahme bekundet hat) würde als nächster Zentralbankpräsident ernannt. Redrado wurde dann jedoch am 3. Februar durch Mercedes Marcó del Pont, bis dahin Präsidentin der Nationalbank, ersetzt.
Redrados Absetzung wurde von der Opposition getadelt, die, in Berufung auf die nominelle Unabhängigkeit der Zentralbank, Zweifel an der Rechtmäßigkeit der Entscheidung hatte.